# Tragiopsis pomeliana
Tragiopsis pomeliana är en flockblommig växtart som beskrevs av René Charles Maire. Tragiopsis pomeliana ingår i släktet Tragiopsis och familjen flockblommiga växter. Inga underarter finns listade i Catalogue of Life.